# Hafragilsfoss

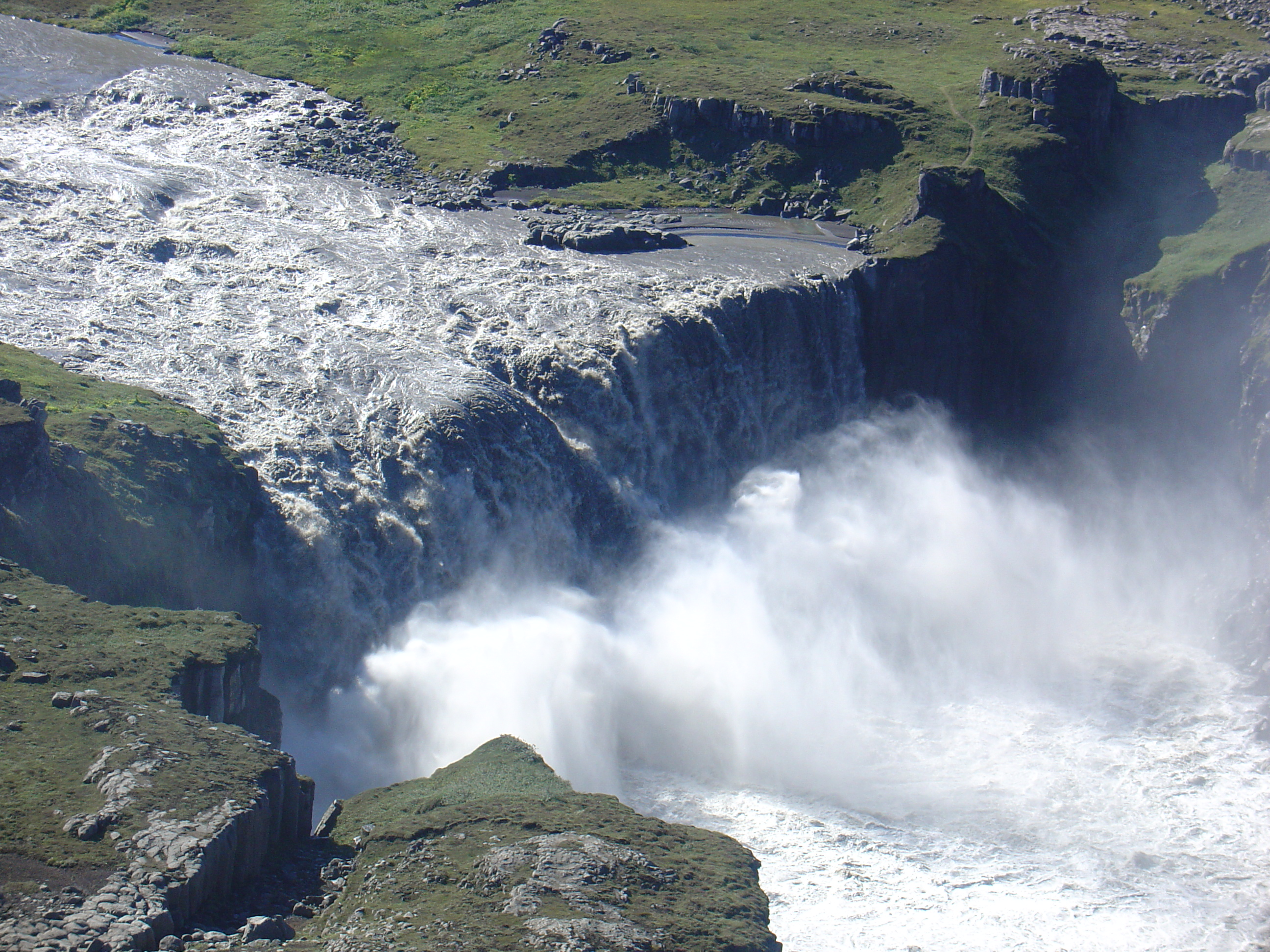
Vattenfallet Hafragilsfoss, sett från observationspunkten

Hafragilsfoss är ett vattenfall som hör till isälven Jökulsá á Fjöllum på Island. Vattenfallet ligger i det sydöstra hörnet av Jökulsárgljúfur nationalpark.
Vattenfallet rinner nedströms två kilometer norr om Dettifoss djupt nere i kanjonen Jökulságljúfur. Omkring 30 kilometer norr om Hafragilsfoss rinner Jökulsá á Fjöllum ut i Norra ishavet.
Vattenfallet har en fallhöjd på 27 meter och en genomsnittlig bredd på 91 meter.